# 皮埃尔·迪蓬
皮埃尔·迪蓬（法語：Pierre Dupong，法語發音：[pjɛʁ dypɔ̃]；1885年11月1日—1953年12月23日），卢森堡政治家，曾任卢森堡首相（1937—1953）。1940年至1944年纳粹德国占领卢森堡期间，迪蓬率领政府流亡。
| 前任： 纪尧姆·莱登巴赫 | 财政大臣 1926年─1953年   | 繼任： 皮埃尔·维尔纳 |
| 前任： 约瑟夫·贝希     | 卢森堡首相 1937年─1953年 | 繼任： 约瑟夫·贝希   |
| 前任： 新职务          | 国防大臣 1937年─1947年   | 繼任： 兰贝特·绍斯   |
| 前任： 兰贝特·绍斯     | 国防大臣 1948年─1951年   | 繼任： 约瑟夫·贝希   |